# Cromat de bari
El cromat de bari, de nom sistemàtic tetraoxocromat(VI) de bari, és un sòlid groc d'aspecte arenós amb la fórmula BaCrO₄. És un agent oxidant habitual i produeix una flama verda quan s'escalfa, resultat dels ions de bari.

## Història
El primer cromat de bari natural va ser trobat a Jordània. Els cristalls marrons trobats creixent en les roques amfitriones van ser anomenats hashemites en honor Regne Hashemite de Jordània. Els cristalls varien de color groguenc-marró lleuger a un verdós-marró més fosc i normalment tenen menys d'1 mm de longitud.
Els cristalls no són composts de cromat de bari pur, en comptes d'això també contenen un petit contingut de sofre. Els cristalls diferents contenen una gamma d'impureses de sofre que varien dels cristalls foscos més purs, Ba1.00(Cr0.93, S0.07)1.00O₄, als cristalls clars menys purs, Ba1.00(Cr0.64, S0.36)1.00O₄.
Es va descobrir que la hashemite és un cromat amb analogia isostructural a la baritina, BaWO₄.

## Preparació i Reaccions
Es pot sintetitzar fent reaccionar hidròxid de bari o sulfat de bari amb cromat de potassi.
Ba(OH)₂ + K₂CrO₄ → BaCrO₄ {\displaystyle \downarrow } + 2 KOH
Alternativament, pot ser creat per la interacció de clorur de bari amb cromat de sodi. El precipitat és llavors rentat, filtrat, i assecat.
És molt insoluble en aigua, però és soluble en àcids:
2 BaCrO₄ + 2 H+ → 2 Ba2+ + Cr₂O₇2− + H₂O
Ksp = [Ba2+][CrO₄2−] = 2.1 x 10−10
Pot reaccionar amb hidròxid de bari en presència de azida de sodi per crear cromat (IV) de bari. La reacció allibera oxigen i aigua.
4 BaCrO₄ + 2 Ba(OH)₂ {\displaystyle {\xrightarrow {NaN_{3}}}} 2 Ba₃(CrO₄)₂{\displaystyle \uparrow } + 2 H₂O{\displaystyle \uparrow }

## Usos comuns
Aquest compost es fa servir sovint com a portador d'ions de crom. Com per exemple l'ús de cromat de bari com a recol·lector de sulfats en banys de galvanoplàstia de crom. Amb el temps la concentració de crom del bany disminueix fins que el bany ja no és funcional. Si s'afegeix cromat de bari s'allarga la vida del bany.
El cromat de bari és un agent oxidant, fent-lo útil com a modificador de la velocitat de cremada en composicions pirotècniques. És especialment útil en composicions de retard com en fusibles de retard.
El cromat de bari es fa servir com a pigment inhibidor de la corrosió en processos de galvanoplàstia de superfícies amb aliatges de zinc.
Quan es mescla amb àcid fumàric sòlid, el cromat de bari es pot fer servir en l'extracció d'impureses i humitat residual de solvents orgànics fets servir pel rentatge en sec o de combustibles del petroli.
El cromat de bari també es fa servir en la composició d'un catalitzador per la deshidratació d'alcans.
També s'ha fet servir com a colorant en pintures. El pigment anomenat groc llimona contenia cromat de bari mesclat amb sulfat de plom. A causa del seu poder de tenyit moderat el groc de llimona no es va fer servir molt sovint en la pintura a l'oli.Se sap que Pierre-Auguste Renoir i Claude Monet van pintar amb groc llimona.

## Recerca
L'any 2004 un mètode va ser trobat per fer nanotubs cristal·lins individuals de composició química generalitzada del tipus ABO₄. Aquest mètode consistia en una tècnica de síntesi modificada que era inicialment feta servir per a la síntesi de microtúbuls orgànics. Les nanopartícules poden créixer en els porus de membranes d'alúmina de diverses mides. Les mides variables dels porus permeten el creixement controlat i permeten la reproductibilitat de les formes. L'alúmina és llavors dissolta, deixant les nanopartícules intactes. La síntesi pot ser duta a terme a temperatura ambient, de manera que es redueixen molt el cost i les restriccions del procés.
L'any 2010, un estudi va ser dut a terme sobre quatre compostos hexavalents de crom per comprovar els efectes cancerígens del crom. Els ions de crom s'acumulen en les bifurcacions bronquials i romanen al teixit induint tumors. Utilitzant cromat de zinc com a estàndard, es va descobrir que el cromat de bari és genotòxic i citotòxic. Es va determinar que la citotoxicitat és probablement un resultat de la genotoxicitat, però la causa d'aquesta és encara desconeguda.

## Seguretat
El cromat de bari és tòxic. Els cromats, quan són polvoritzats i inhalats són cancerígens.